# Manifestação pela independência da Catalunha em 2012

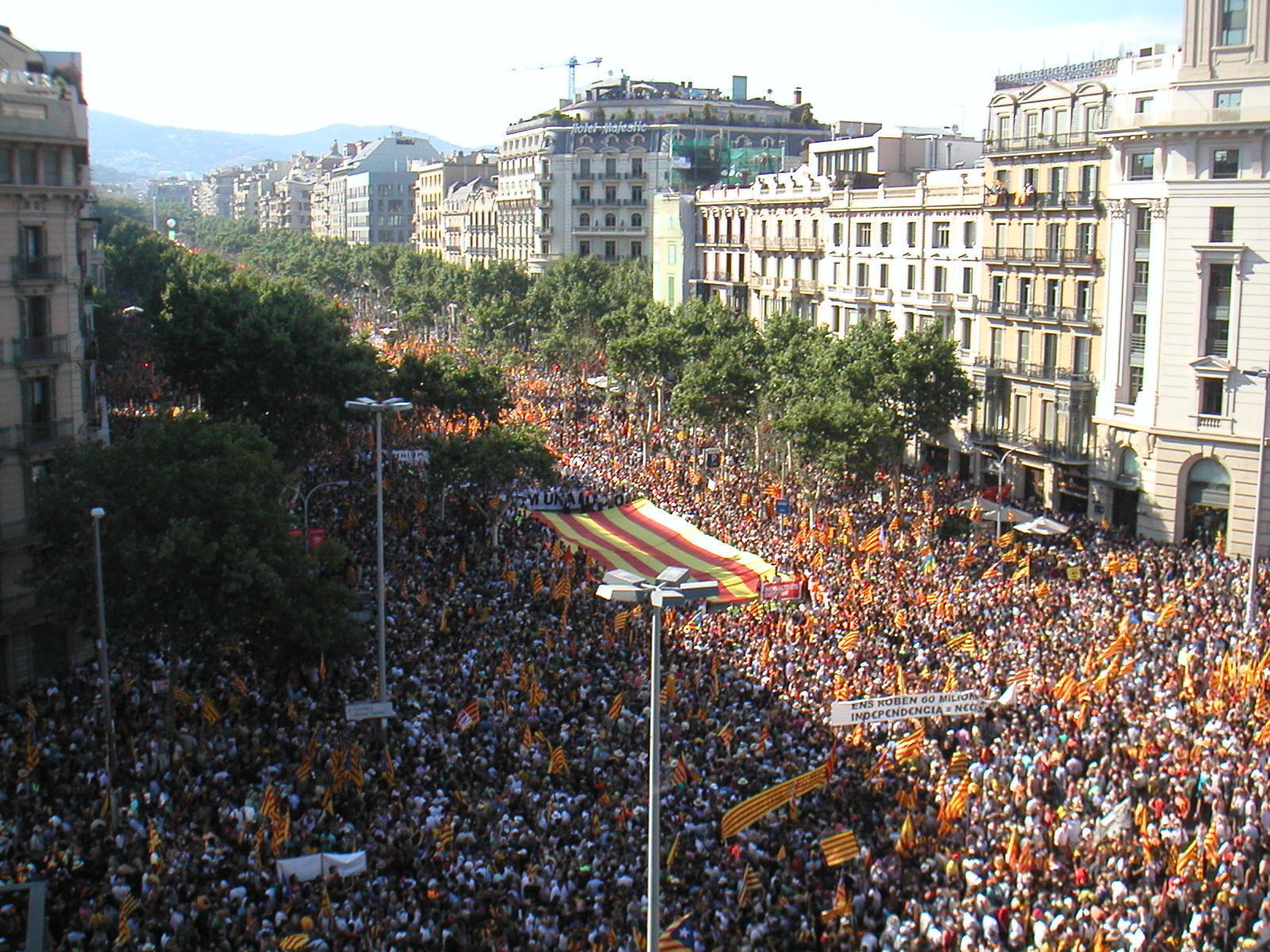
Antecedentes: Manifestação "Somos uma Nação, Nós decidimos" em 10 de Julho de 2010

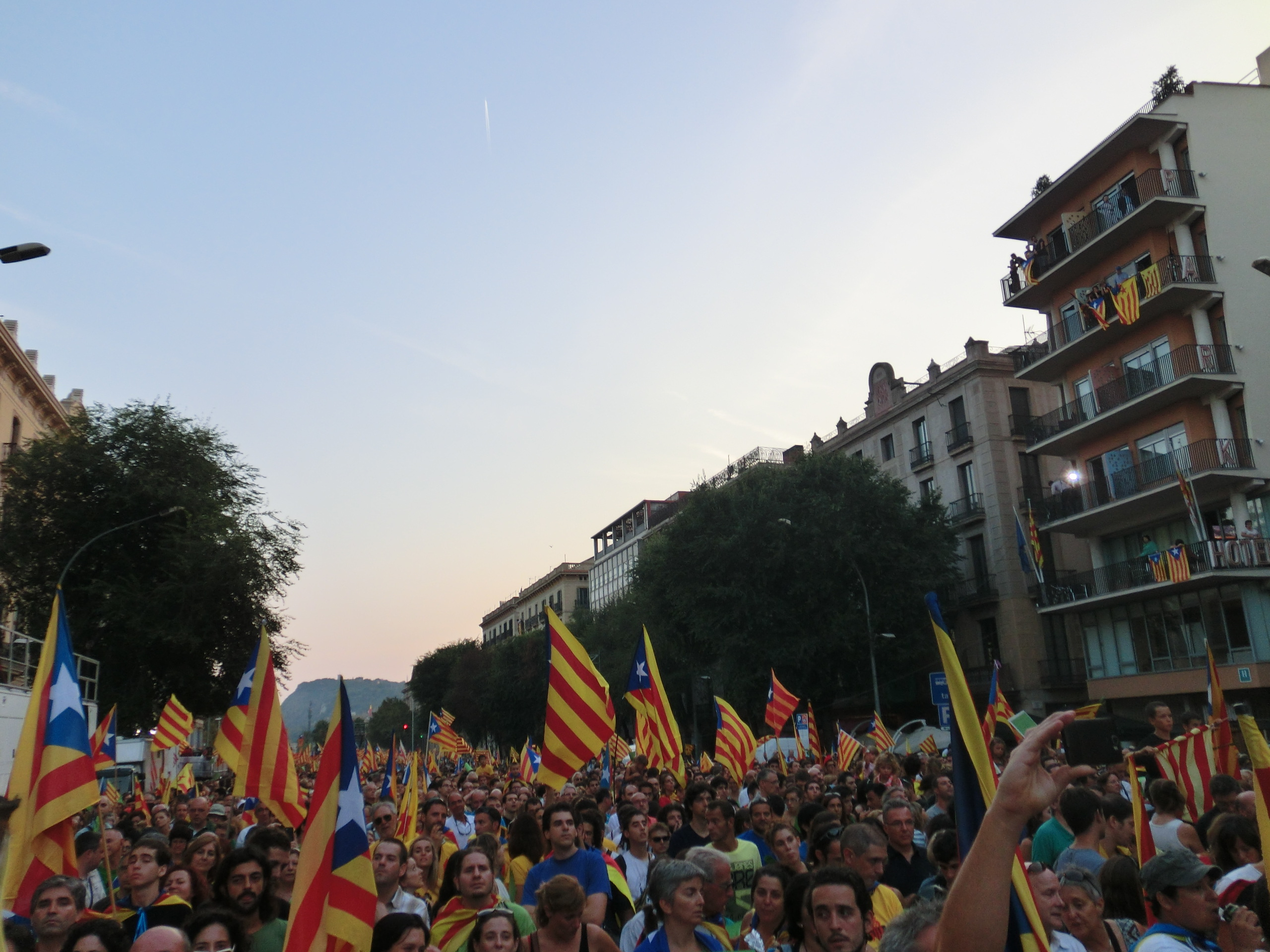
Vista parcial da Manifestação pela independência da Catalunha em 2012

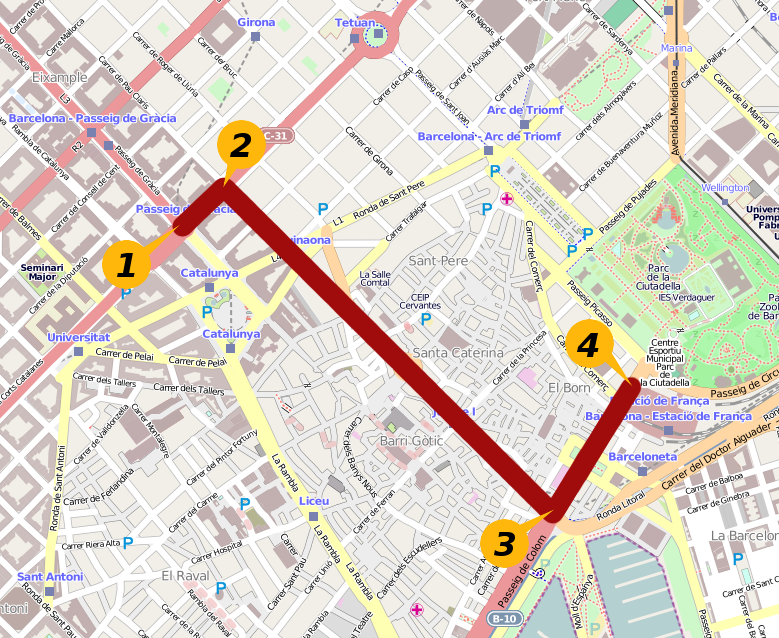
Percurso da Manifestação pela independência da Catalunha em Barcelona

A Manifestação pela independência da Catalunha foi uma manifestação que ocorreu no centro de Barcelona, no dia 11 de setembro de 2012 durante o Dia Nacional da Catalunha.
Foi reivindicado o separatismo catalão com o slogan "Catalunha, novo Estado da Europa".

## Assistentes à manifestação
Entre 600 000 e 2 milhões de pessoas participaram do protesto, conforme as fontes citadas:
- 600.000 pessoas segundo a delegação do governo espanhol e os cálculos do jornal "El País" e "La Vanguardia"
- 1.500.000 pessoas segundo a Guárdia Urbana de Barcelona e os Mossos d'Esquadra (corpos policiais autonómicos)
- 2.000.000 pessoas segundo os organizadores (ANC - Assemblea Nacional Catalana)

Um estudo posterior do diário catalão La Vanguardia da autoria de Llorenç Badiella, que divide a área ocupada pelos manifestantes em trechos e calcula a densidade por metro quadrado na cada um deles, cifra a assistência numas 600 000 pessoas, embora conclua indicando que existem métodos mais sofisticados e precisos para determinar o número de assistentes.

## Repercussão na mídia internacional
A manifestação teve grande projeção internacional, com os principais media a fazerem amplos artigos sobre o que se passava na Catalunha, embora em alguns meios de comunicação domésticos tenha chegado a ser relegada para segundo plano.
- Público - "Crise económica alimenta defesa de uma Catalunha independente"[16]
- O Estado de S. Paulo - "Na Espanha, milhares marcham pela independência da Catalunha" [17]
- BBC News - "Huge turnout for Catalan independence rally" [18]
- New York Times - "Protest Rally in Catalonia Adds a Worry for Spain" [19]
- The Washington Post - "Catalonia rallies for independence on ‘Catalan National Day’ " [20]
- Time Magazine - "Barcelona Warns Madrid: Pay Up, or Catalonia Leaves Spain" [21]
- The Guardian - "Catalan independence rally brings Barcelona to a standstill" [22]
- Le Monde - "La marche indépendantiste témoigne du désir de "liberté" [23]
- Le Figaro - "Marée humaine pour l'indépendance" [24]

## Galeria de imagens

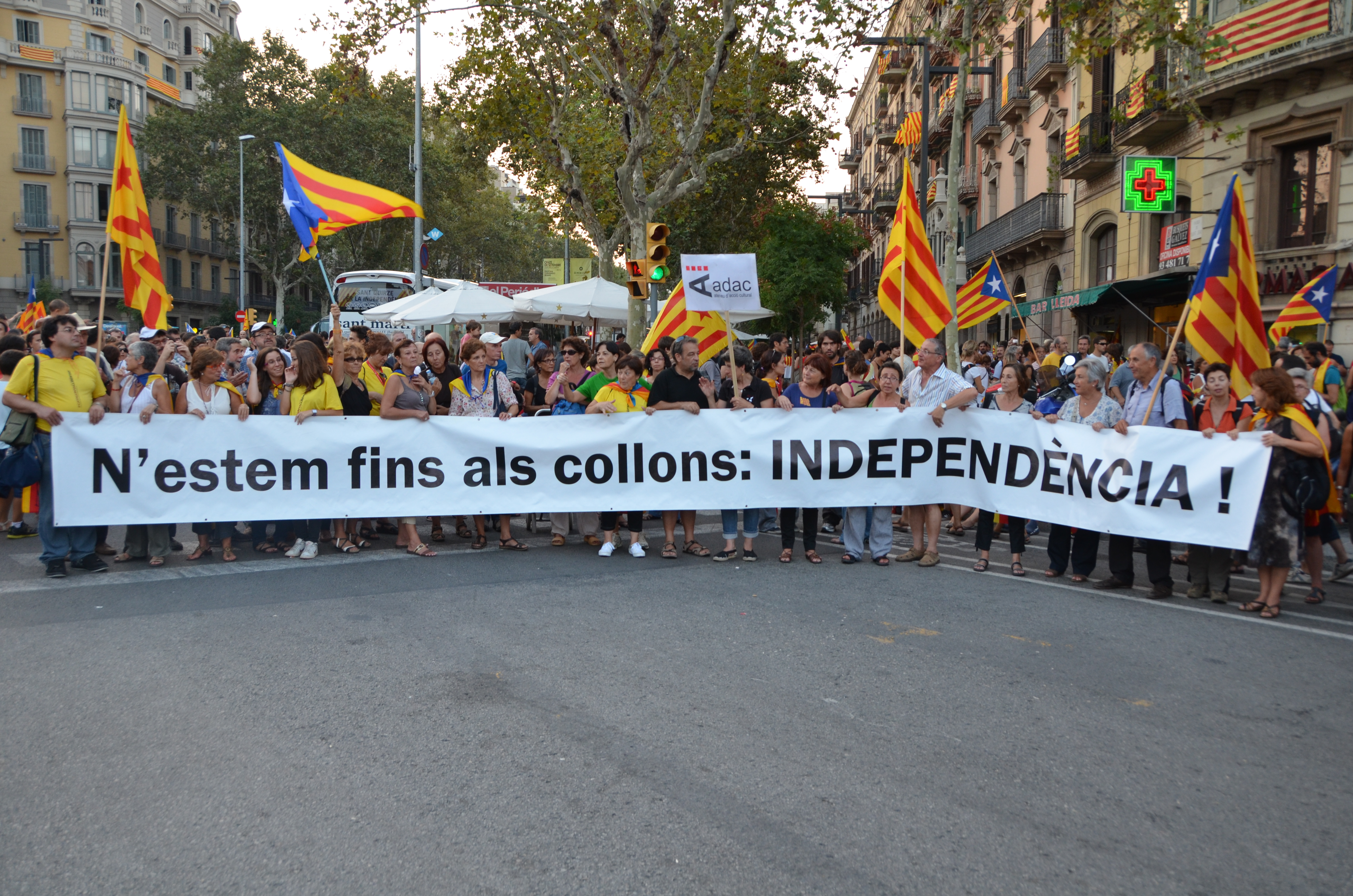
Estamos fartos: Independência!
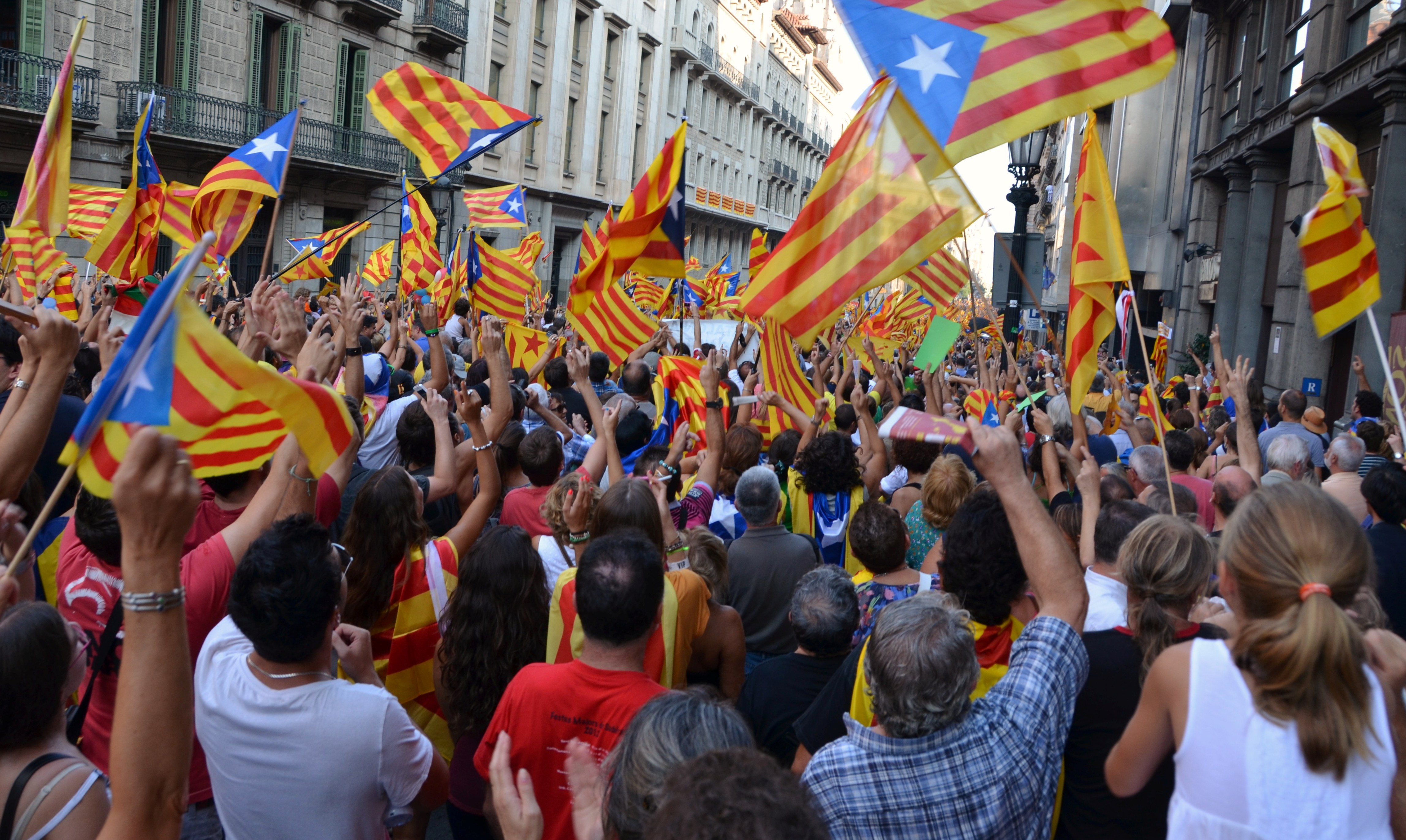
Manifestação percorrendo a Via Laietana
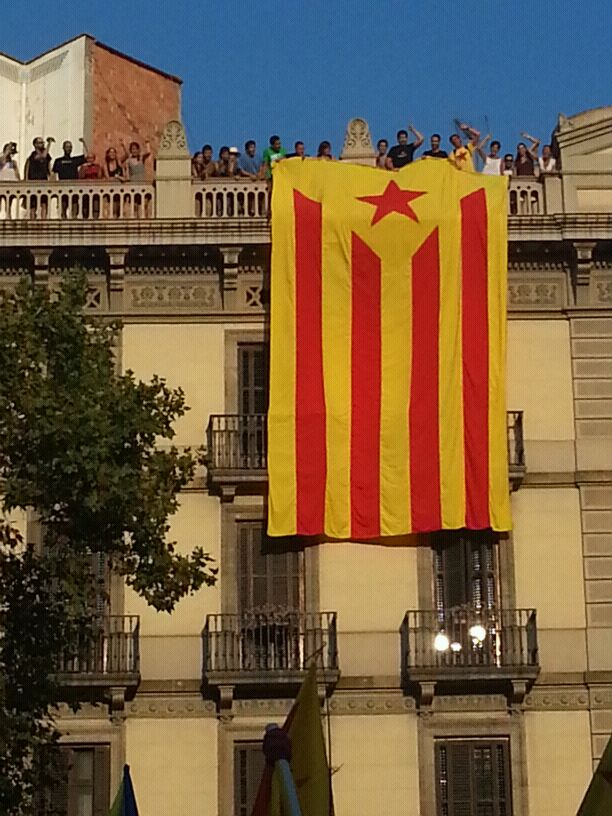
Bandeira Estelada gigante
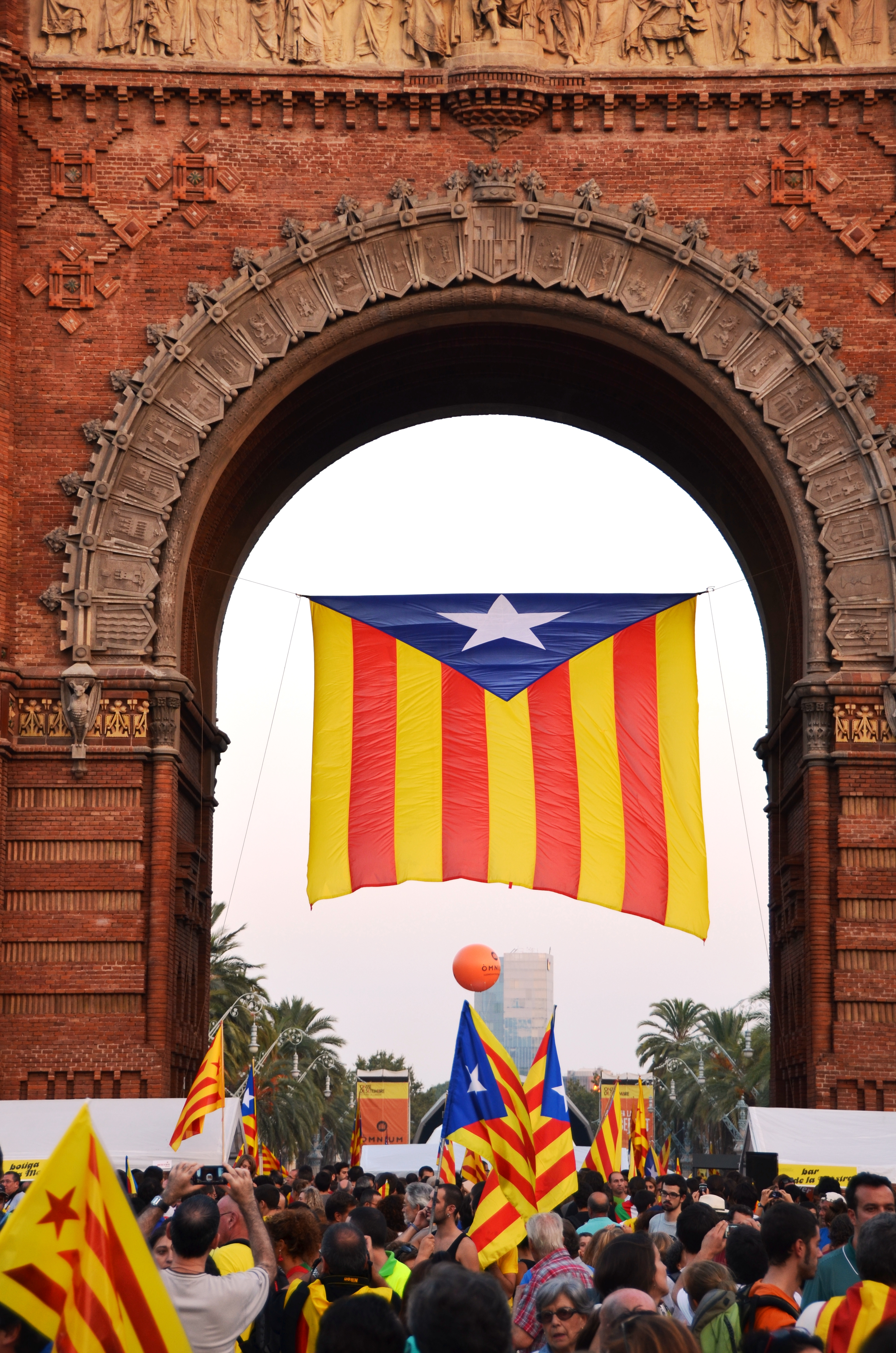
Estelada gigante no Arco do Triunfo de Barcelona
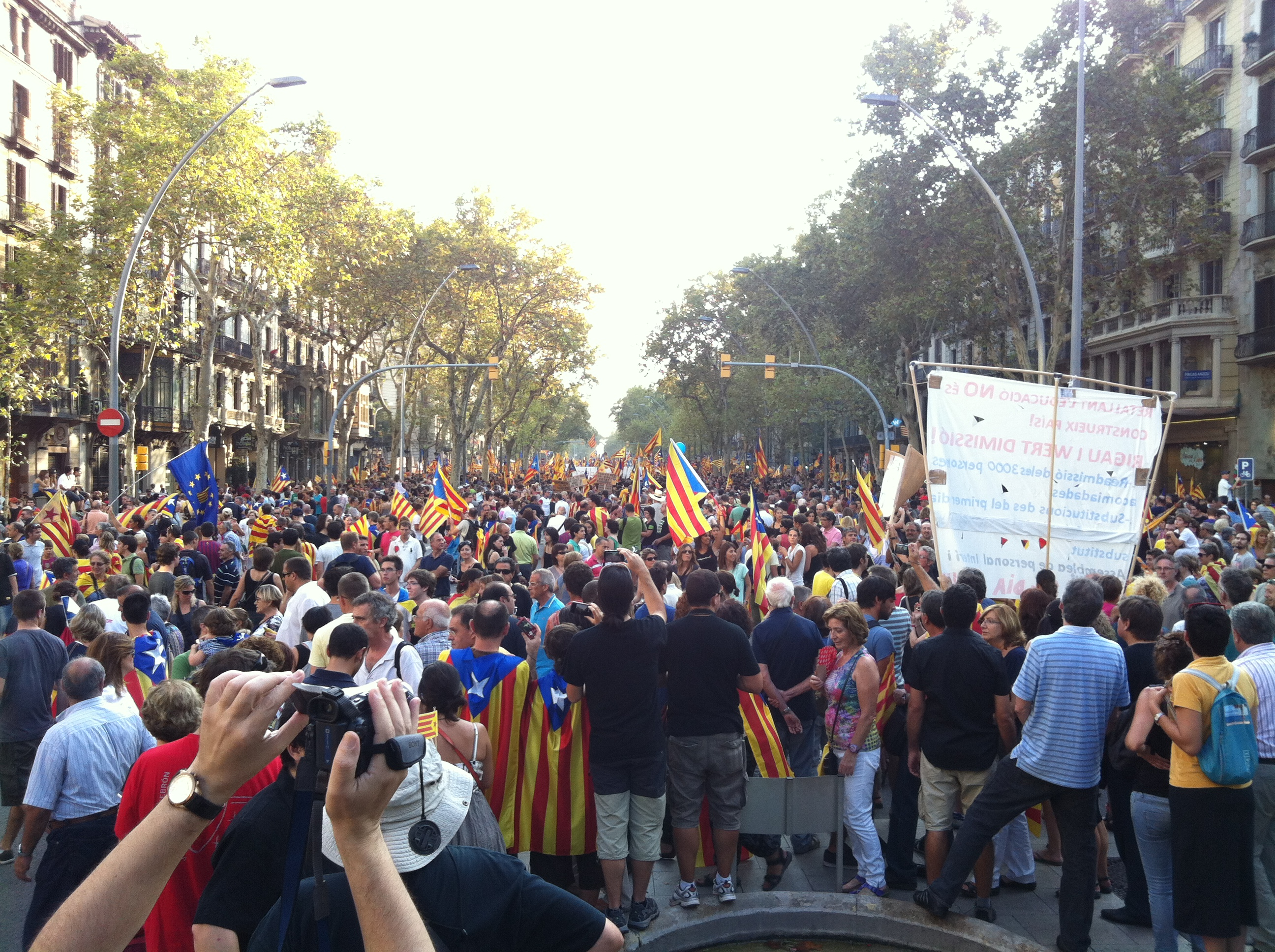
Aspeto da Manifestação no Passeig de Gràcia (1)
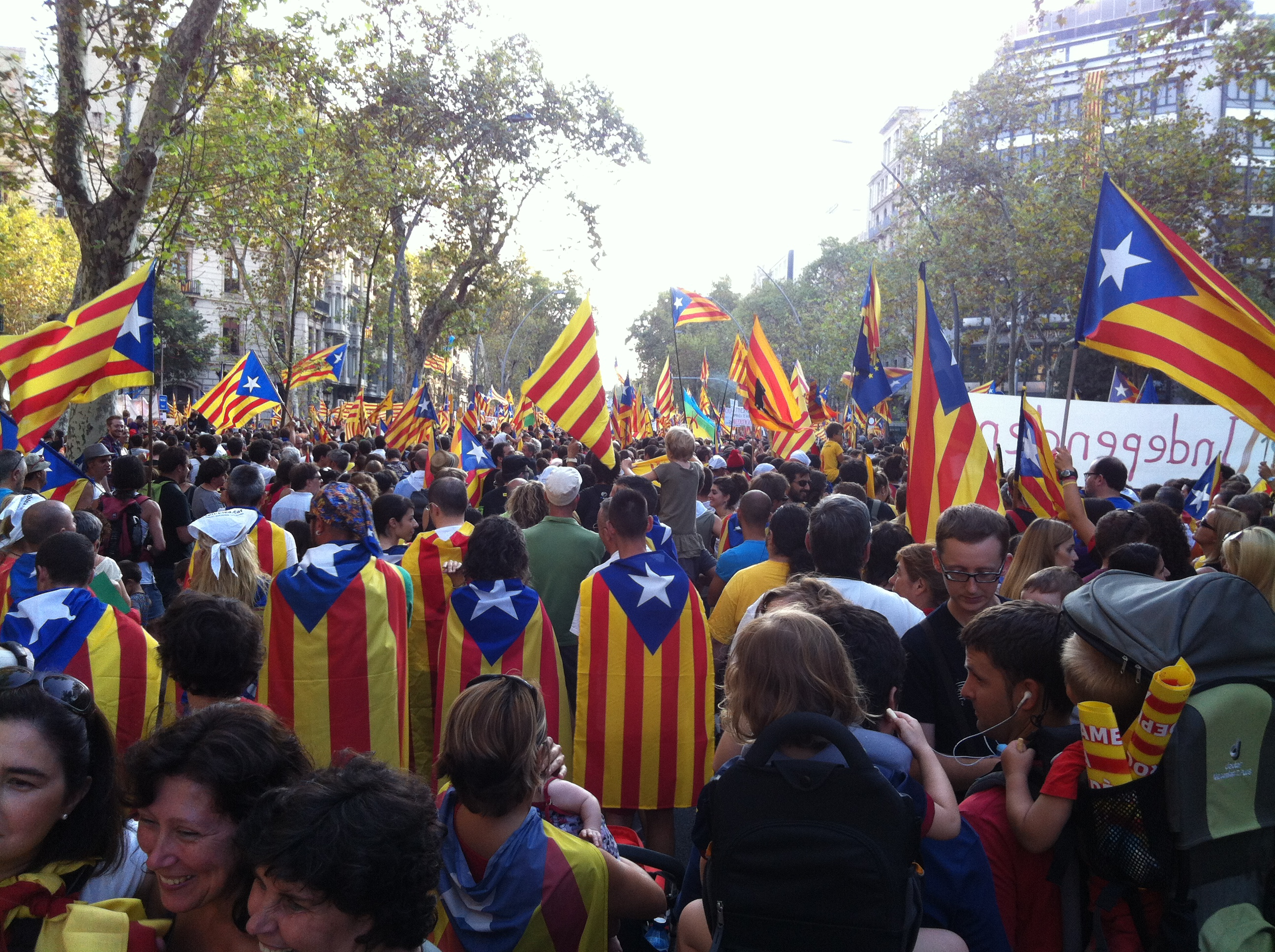
Aspeto da Manifestação no Passeig de Gràcia (2)
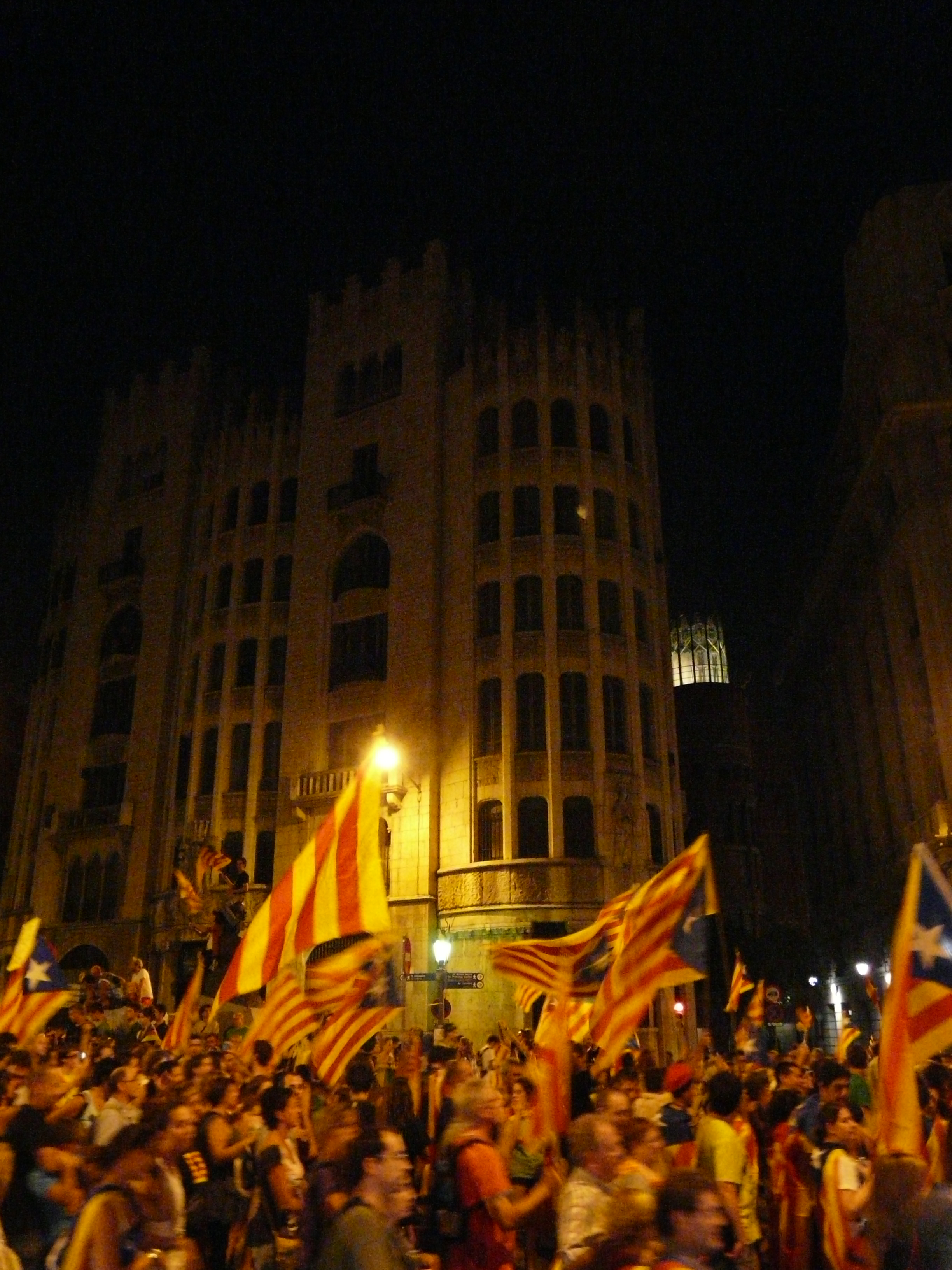
Aspeto da Manifestação, já depois de cair a noite